# Новгородське (Охтирський район)
Новгоро́дське —  село в Україні, у Боромлянській сільській громаді Охтирського району Сумської області. Населення становить 518 осіб. До 2017 орган місцевого самоврядування — Боромлянська сільська рада.

## Географія
Село Новгородське знаходиться між річками Легань і Боромля (6 км). Примикає до села Залізничне (Сумський район). Між селами проходить залізниця, станція Боромля.

## Історія
12 червня 2020 року, відповідно до розпорядження Кабінету Міністрів України № 723-р «Про визначення адміністративних центрів та затвердження територій територіальних громад Сумської області», село увійшло до складу Боромлянської сільської громади.
19 липня 2020 року, в результаті адміністративно-територіальної реформи та ліквідації Тростянецького району, громада увійшла до складу новоутвореного Охтирського району.

## Населення

### Мова
Розподіл населення за рідною мовою за даними перепису 2001 року:
| Мова       | Кількість | Відсоток |
| ---------- | --------- | -------- |
| українська | 493       | 95.17%   |
| російська  | 24        | 4.64%    |
| угорська   | 1         | 0.19%    |
| Усього     | 518       | 100%     |